# Antíoco (general de Constâncio II)
Antíoco (em latim: Antiochus) foi oficial romano do século IV, ativo no reinado do imperador Constâncio II (r. 337–361).

## Contexto
Em 336, a Armênia passou por um crise decorrente da invasão de Sanatruces, chefe dos masságetas e alanos (mascutes), e a revolta independentista de Bacúrio, vitaxa de Arzanena; estes episódios foram apoiados pelo Império Sassânida. O rei Cosroes III (r. 330–339) refugiou-se no forte de Terua e enviou Vache I Mamicônio para solicitar ajuda dos romanos. Fausto, o Bizantino ignora a participação dos romanos nos eventos subsequentes, porém é sabido com base no relato fornecido por Moisés de Corene que Constâncio aceitou ajudar o rei armênio.

## Vida
Em 338, talvez como mestre dos ofícios, Antíoco foi enviado pelo imperador à Armênia com um exército forte, vestimentas púrpuras, uma coroa e uma carta. Ao chegar no país, auxiliou Cosroes a readquirir seu poder e recriou a mesma organização militar (quatro zonas militares e o exército real sob o asparapetes) que existiu na Armênia durante o reinado de Tiridates III (r. 298–330). Segundo a nova organização, Pancrácio I comandou a zona ocidental, o rei ibero Meribanes III a zona norte, Vaanes I Amatúnio a zona oriental e Manachir Restúnio a zona sul. Essa divisão do exército, conforme citada por Moisés, não é conhecida nesse período, indicando uma confusão do autor.[a]
Após reorganizar a Armênia, Antíoco (ou Vache segundo Fausto) realizou um ataque surpresa no campo de Sanatruces e marchou até Airarate. Depois, atacou os invasores em Valarsapate e forçou-os a fugir para Oxarcã, onde novo conflito foi travado entre os exércitos e Sanatruces foi forçado a fugir para Caspiana, na Albânia. Na Albânia, o exército romano-armênio ameaçou Sanatruces e ele decidiu deixar uma guarnição persa na cidade e continuar sua fuga rumo o Império Sassânida. As tropas romanas pilharam os territórios rebeldes, Antíoco coletou o tributo e retornou ao Império Romano, deixando o conflito nas mãos dos armênios.